# Kratovo (Noord-Macedonië)
Kratovo (Macedonisch: Кратово) is een stad en gemeente in het noorden van Noord-Macedonië.
Kratovo ligt in een krater van een dode vulkaan, op 600 meter boven de zeespiegel. Het is een van de oudste steden van het land. In de Romeinse tijd werd de stad Kratiskara genoemd. Onder het Byzantijnse Keizerrijk droeg de stad de naam Koritos of Koriton1.

## Sport
FK Sileks Kratovo is de belangrijkste voetbalclub van Kratovo en werd meermaals landskampioen van Macedonië.